# Liste des maires de Daours
Cet article détaille la liste des maires de la commune de Daours, ville du département de la Somme et de la région Hauts-de-France.

## Liste des maires
| Période                                  | Période  | Identité               | Étiquette               | Qualité                                 |
| ---------------------------------------- | -------- | ---------------------- | ----------------------- | --------------------------------------- |
| 1789                                     | 1791     | J.B. Leboulenger       |                         |                                         |
| 1791                                     | 1791     | Fuscien Cazier         |                         |                                         |
| 1792                                     | 1800     | Jacques Prégaldin      |                         |                                         |
| 1800                                     | 1801     | Jean-Baptiste Picard   |                         |                                         |
| 1801                                     | 1814     | Charles Laplanche      |                         |                                         |
| 1814                                     | 1816     | Louis-Urbain Caron     |                         |                                         |
| 1816                                     | 1828     | Jacques Dinouare       |                         |                                         |
| 1828                                     | 1837     | J. Devérité            |                         |                                         |
| 1837                                     | 1842     | Jacques Leboulanger    |                         |                                         |
| 1842                                     | 1847     | Louis-Charles Dufresne |                         |                                         |
| 1847                                     | 1867     | Fidèle-Amand Joly      |                         |                                         |
| 1867                                     | 1870     | Eugène Parent          |                         |                                         |
| Septembre 1870                           |          | Ulysse Mallet          |                         |                                         |
| Octobre 1871                             | 1876     | Ernest Seigneurgens    |                         |                                         |
| 1876                                     | 1911     | Ulysse Mallet          |                         |                                         |
| 1911                                     | 1923     | Alcide Dien            |                         |                                         |
| 1923                                     | 1935     | Emilien Bouthors       |                         |                                         |
| 1935                                     | 1963     | Charles Deruy          |                         |                                         |
| 1963                                     | 1966     | Fernand Bauchet        |                         |                                         |
| 1966                                     | 1980     | Guy Buffet             |                         |                                         |
| mars 1981                                | 2014     | Gérard Holleville      | Parti radical de gauche | Antiquaire, expert auprès des tribunaux |
| 2014                                     | 2020     | Philippe Dine          |                         | Entrepreneur du bâtiment                |
| 2020                                     | En cours | Didier Bardet          |                         |                                         |
| Les données manquantes sont à compléter. |          |                        |                         |                                         |

## Pour approfondir